# نینا دمبازه
نینا دمبازه (گرجی: ნინო დუმბაძე؛ 23 may 1919 – ۱۴ آوریل ۱۹۸۳) ورزشکار دو و میدانی اهل اتحاد جماهیر شوروی سوسیالیستی بود.
وی همچنین برندهٔ جوایزی همچون نشان پرچم سرخ کار شده‌است.
وی در مسابقات کشوری و بین‌المللی در مجموع برندهٔ ۲ مدال طلا شده‌است.